# Nick Pickard
Nicholas Pickard, född 27 maj 1975 i London, England, är en brittisk skådespelare.
Pickard är mest känd för rollen som Tony Hutchinson i såpoperan Hollyoaks. Han spelade som ung huvudrollen i filmatiseringen av Astrid Lindgrens Mio, min Mio.

## Film
- Mio min Mio
- You Rang, M'Lord?
- Now That It's Morning
- GamesMaster
- ROXETTE - Almost Unreal
- Mike and the Mechanics
- Over My Shoulder
- Grange Hill
- EastEnders
- Hollyoaks
- Brookside: Double Take!
- Hollyoaks: Movin' On
- The Match
- The Weakest Link - #1019
- Soapstar Superchef
- Xposé
- the British Soap Awards 2007
- For King and Country
- Kidnap
- Hollyoaks: Later
- Hollyoaks: The Good, The Bad & The *Gorgeous
- SING FOR ENGLAND - HOLLYOAKS
- Celebrity MasterChef
- Pointless Celebrities